# Хајбер-Пахтунва
Хајбер-Пахтунва (урд. خیبر پختون خواہ‎, пашту: پښت ونخواخیبر, енгл. Khyber Pakhtunkhwa) је једна од провинција Пакистана. Главни град провинције Хајбер-Пахтунва је Пешавар.
Назив провинције састоји се из 2 дела:
- Хајбер — име Хајберског кланца, древног пута у Јужну Азију са северозапада.
- Пахтунхва — „земља Паштуна“ (پښتون‌خوا) на језику пашту.

Од 1901. до 2010. носила је име „Северозападна провинција“ енгл. North-West Frontier Province, NWFP).
Велики делови провинције су некада припадали Авганистану. Ову провинцију, која данас укључује и некадашња Племенска подручја под федералном управом (FATA) Авганистанци зову источни Авганистан или Паштунистан.

## Географија
Хајбер-Пахтунва се граничи са областима: Гилгит-Балтистан (раније „Северна подручја“), Племенска подручја под федералном управом, Азад Кашмир и провинција Панџаб – са којом окружује Територију Исламабада. Граничи се још са државом Авганистан. Са површином од 74.521 км² Хајбер-Пахтунва је најмања провинција Пакистана. Док се равница око главног града Пешавара налази на надморској висини од око 340 метара, највиши врх провинције (Тирих Мир) има висину од 7.750 метара надморске висине. Западна подручја на граници са Авганистаном су веома сува и оскудна вегетацијом. Централна и источна планинска подручја припадају типу континенталне суптропске климе, са снежним зимама, хладним летима, и кишом током целе године. У долини Пешавара јунска и јулска температура се пење до 45 °.
Хајбер-Пахтунва је најшумовитија провинција Пакистана. По подацима из 1993. 17% површина је под шумом (Пакистан: 4,8%), док се 15% користи за пољопривреду (Пакистан: 23%). Експерти, међутим, доводе ове податке под сумњу, јер се дефорестација убрзава. Више научних извештаја је дошло до закључка да ће шуме нестати из доступних области провинције Хајбер-Пахтунва до 2025. Најчешће врсте четинара су Хималајски кедар, Pinus roxburghii, Pinus excelsa и Pinea smithiana. Најчешће листопадно дрво је орах.
На северу провинције налази се Национални парк Читрал-Гол у коме су заштићене ретке планинске животиње (рецимо Вијорога коза).

## Становништво
У Хајбер-Пахтунви живи 21 милион људи, што не укључује око 1,5 милиона авганистанских избеглица. Око две трећине становништва су Паштуни, ту су и Хиндкованци (различите етничке групе које говоре западним дијалектима пенџабског), а у долинама Хиндукуша живе Дардски народи. Пашту језик говори 73,9% становништва; језик хиндко око 18%. Пашту доминира на већем делу територије и у свим градовима, док се хиндко говори на истоку провинције. Више од 99% становништва су муслимани. По подацима из 1998. удео градског становништва био је 17%.